# 唐津市立外町小学校
唐津市立外町小学校（からつしりつそとまちしょうがっこう）は佐賀県唐津市東町にある公立小学校。

## 概要
歴史
1926年（大正15年）唐津尋常高等小学校より分離する形で、「外町尋常小学校」として創立。1947年（昭和22年）の学制改革で現校名となる。2016年（平成28年）に創立90周年を迎えた。
校章
羽ばたく鶴が校名の「外」の文字を抱えている姿を校章としている。鶴が使用されているのは、古くから唐津城が「鶴城（かくじょう）」と呼ばれてきたことに由来する。
校歌
歌詞は2番まであり、校名の「外町」は歌詞中に登場しない。
通学区域
住所表記で唐津市の後に「東町、船宮町、元石町、水主町、大石町、十人町、魚屋町、材木町、千代田町、栄町、和多田海士町、和多田百人町、和多田東百人町、和多田先石、和多田南先石、和多田用尺」が続く地域。中学校区は唐津市立第五中学校。

## 沿革
- 1926年（大正15年）
  - 4月 - 唐津尋常高等小学校の女児校の一部が移され、「外町尋常小学校」として分離独立。
  - 9月 - 現在地に校舎を建設し、開校式を挙行。
- 1927年（昭和2年）4月 - 男児も収容し、児童数548名となる。
- 1932年（昭和7年）1月1日 - 市制施行により唐津市が発足。
- 1941年（昭和16年）4月1日 - 国民学校令の施行により、「唐津市外町国民学校」に改称。尋常科を初等科に改める。
- 1947年（昭和22年）4月1日 - 学制改革により、「唐津市立外町小学校」に改称。
- 1934年（昭和24年）4月1日 - 唐津市立第五中学校の新設により、校舎の一部を貸与。
- 1955年（昭和30年）4月1日 - 唐津市立鬼塚小学校から和多田分校が移管される。
- 1956年（昭和31年）4月 - 唐津市立第五中学校の新校舎完成により、貸与を終了。
- 1958年（昭和33年）9月1日 - 和多田分校を廃止し、本校に統合。
- 1968年（昭和43年）2月 - 体育館が完成。
- 1971年（昭和46年）6月 - 新校舎が完成。
- 児童増に伴い、この後校舎の増築やプレハブ校舎の建設が行われた。
- 1991年（平成3年）4月1日 - 児童増による校舎不足を解消するため、唐津市立成和小学校が新設・分離。
- 1993年（平成5年）3月 - 体育館を改修。
- 2001年（平成13年）5月 - 運動会の実施時期を秋から春に変更。
- 2005年（平成17年）12月 - 校舎の大規模改修を実施。
- 2012年（平成24年）4月1日 - 通級指導教室を開設。
- 2014年（平成26年）2月 - 新体育館とプールが完成。

## アクセス
最寄りの鉄道駅
- JR九州 筑肥線「和多田駅」

最寄りのバス停
- 昭和バス 「五中前」バス停

最寄りの幹線道路
- 国道202号
- 佐賀県道347号虹の松原線

## 周辺
- 唐津市立第五中学校
- 佐賀県立唐津商業高等学校
- 唐津市都市コミュニティセンター
- 唐津市社会体育館
- 松浦川
- 松浦橋

## 参考資料
- 「唐津市史」（1962年（昭和37年）8月, 唐津市史編纂員会）p.1181, p.1186
- 「母校百年史 唐津小学校 志道小学校 大成小学校」（1976年（昭和51年）3月31日, 旧唐津小学校百周年記念事業実行委員会）

## 関連事項
- 佐賀県小学校一覧